# 約翰·卡特科

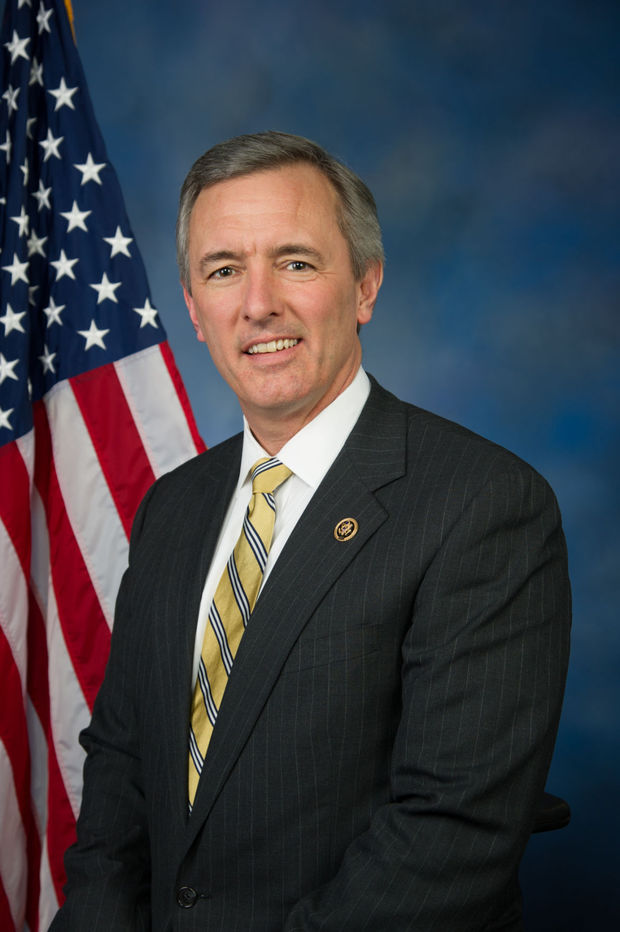

約翰·卡特科（John Katko；1962年11月9日—）是美國的一位政治人物。自2015年開始，他是紐約州第24選舉區選出的美國眾議院議員。他的黨籍是共和黨。卡特科擁有雪城大學的博士學位，曾經擔任聯邦檢察官。卡特科在2014年擊敗丹·馬菲當選國會議員。